# .ni
.ni es el dominio de nivel superior geográfico (ccTLD) para Nicaragua, administrado por la Universidad Nacional de Ingeniería desde su introducción en el 13 de octubre de 1989. El dominio .ni fue el quinto ccTLD delegado en América Latina. Antes hubo Argentina (1987) (.ar), Chile (1987) (.cl), y en el mismo año 1989 México (.mx) y Brasil (.br).

## Dominios de Segundo nivel
El registro de los dominios de segundo nivel .ni están abiertos únicamente para empresas legalmente constituidas en Nicaragua y su valor es alrededor de diez veces superior al de un dominio de tercer nivel, por lo que su uso es escaso. Se admiten registros de tercer nivel bajo los siguientes subdominios:
- .com.ni: Entidades Comerciales.
- .gob.ni: Ministerios y Entidades del Gobierno.
- .edu.ni: Entidades y Organismos Educativos.
- .org.ni: Entidades y Dependencias no Gubernamentales.
- .nom.ni: Dominios Personales.
- .net.ni: Entidades de Redes de Organizaciones.
- .mil.ni: Entidades Militares.
- .co.ni: Empresas Comerciales de Cualquier parte del mundo.
- .biz.ni: Empresas Comerciales que lo soliciten.
- .web.ni: Empresas Comerciales que lo soliciten
- .int.ni: Organizaciones con tratados internacionales.
- .ac.ni: Entidades del sector académico.
- .in.ni: Dominios .in
- .info.ni: Sitios Informativos.